# Константинос Стаматопулос
Константинос Стаматопулос (на гръцки: Κωνσταντίνος Σταματόπουλος) е гръцки писател, поет и деец на Гръцката въоръжена пропаганда в Македония.

## Биография
Константинос Стаматопулос е роден в Солун, енория „Свети Атанасий“, тогава в Османската империя, днес на улица „Сократис“. Домът на Стаматопулос е център за литературни събития и още като малък попада под влиянието на много литературни събития. След като завършва гимназия, продължава образованието си в Дрезденския университет. Отдава се на пътувания и на литературна дейност, в която основно се откроява поезията му. Прекарва известно време на Света гора, където пише стихотворения, включително и за монашеската обител. Стихотворението, което му донася широка известност е „Македонският химн“, написан за гръцката организация Македонска отбрана. Той е сред основателите на Солунското дружество на любителите на музиката, създадено в 1899 година, което цели духовното развитие на гръцките деца. От дружеството в 1908 година възниква футболен клуб „Ираклис“.
Стаматопулос е автор на много гръцки патриотични стихове, както и на арии, хорови части, дуети, оперети и други, поставени от Солунското дружество на любителите на музиката.